# フリオ・バスクニャン
- ジュリオ・バスクナン

フリオ・アルベルト・バスクニャン・ゴンサレス（Julio Alberto Bascuñán González、1978年6月11日 - ）は、チリ・サンティアゴ出身のサッカー審判員。2011年から国際サッカー連盟 (FIFA) に国際審判員として登録されている。彼はコパ・リベルタドーレス2017の決勝戦を担当したほか、コパ・スダメリカーナ、 2015年、2016年、2019年のコパ・アメリカ、U-17およびU-20南米選手権などを担当しており、2017 FIFA U-20ワールドカップの審判にも選ばれている。
2018 FIFAワールドカップに選ばれた審判の1人であり、ラウンド16でフランス対アルゼンチン戦の第4審を務めた。2019 FIFA U-20ワールドカップではビデオ・アシスタント・レフェリーも担当している。FIFAワールドカップでは南米予選も担当している。

## トーナメント

### FIFAトーナメント
- 2018 FIFAワールドカップ (主審割り当て無し)
- 2017 FIFA U-20ワールドカップ
- 2019 FIFA U-20ワールドカップ (VAR)

### CONMEBOLトーナメント
- コパ・アメリカ2015
- コパ・アメリカ・センテナリオ
- コパ・アメリカ2019
- コパ・リベルタドーレス（2013-）
- コパ・スダメリカーナ（2012-）